# Psila dimorpha
Psila dimorpha är en tvåvingeart som beskrevs av Verbeke 1956. Psila dimorpha ingår i släktet Psila och familjen rotflugor.
Artens utbredningsområde är Rwanda. Inga underarter finns listade i Catalogue of Life.